# 田中良雄 (オペラ研究家)
田中 良雄（たなか よしお、1912年（大正元年）12月5日 - 1969年2月14日）は、日本の昭和期前半のオペラ研究家。

## 活動
昭和期前半に「イタリア歌劇解説」（ディスク社）、「ドイツ歌劇解説」（ディスク社）、「フランス歌劇解説」（新ディスク社）を執筆。発刊時に「これほど多くの歌劇が網羅された書はなく、歌劇ファン必携の書」（音楽評論家宮沢縦一）と評される。

## 生涯
東京・青山にて、父田中實、母民子の三男として生まれる。学生の頃は長兄（勉。三菱信託銀行専務取締役）のチェロ、次兄（秀雄。東京交響楽団首席ヴィオラ奏者）のヴァイオリン、良雄のピアノで「田中トリオ」を結成し、素人といえども、昭和初期の音楽愛好家からは大いに喜ばれたという。本人は青山学院から慶応義塾大学に進むも結核を患い中退。 病床にありながらディスク同人としてオペラ研究に専心。当時としては数少ないオペラ大系を制作した。結核が悪化し手術を繰り返すも、昭和44年（1969年）の手術後没。 敬虔なクリスチャンでもあった。

## 親族
母民子の父、八田裕二郎は福井県出身の代議士で、日本人として初めて軽井沢に別荘を建てた人物として有名。
父、田中實は軽井沢ゴルフ場（旧軽ゴルフ場）の創業メンバーの一人でもある。
次兄、田中秀雄はヴィオラ奏者となり、黒柳守綱（黒柳徹子の実父）が主宰する弦楽四重奏団に所属、また東京交響楽団（当時）のヴィオラ首席であった。

## 著作
- イタリア歌劇解説（ディスク社：昭和34年（1959年））
- ドイツ歌劇解説（ディスク社：昭和36年（1961年））
- フランス歌劇解説（新ディスク社：昭和40年（1965年））